# C57BL/6

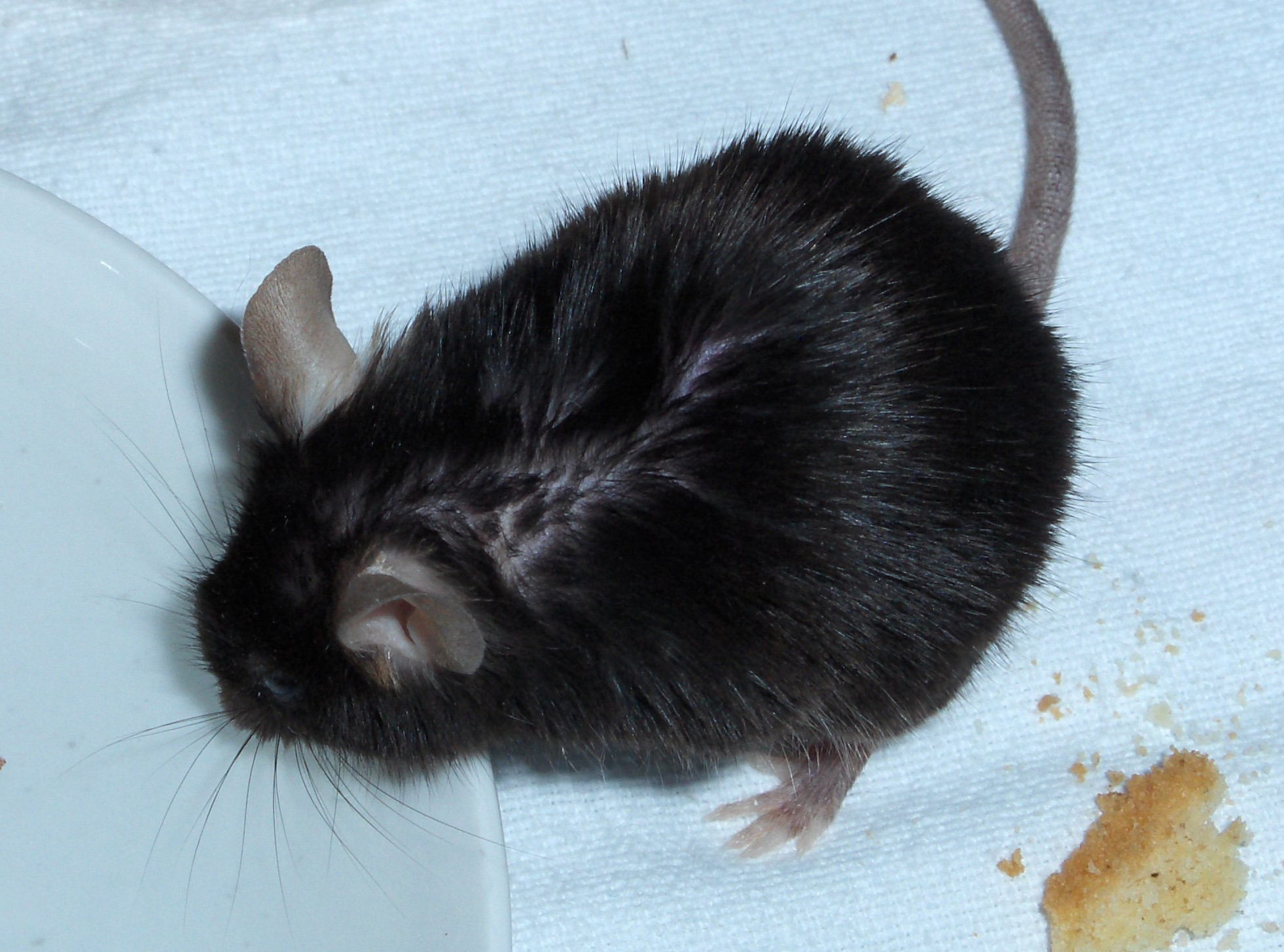
Những con chuột đen số 6 đang uống nước

Những con chuột C57BL/6 thường được gọi là "C57 màu đen 6", "C57" hoặc "đen 6" (viết tắt tiêu chuẩn: B6) là một dòng chuột phổ biến của những con chuột thí nghiệm được lai cùng dòng. Đó được coi là "nền di truyền" được sử dụng rộng rãi nhất cho chuột biến đổi gen để sử dụng làm mô hình nghiên cứu bệnh ở người. Chúng là chủng chuột được sử dụng rộng rãi nhất và được bán chạy nhất, do sự có sẵn của các chủng gây bẩm sinh, dễ gây giống, và khỏe mạnh. Xuất xứ của chúng là từ các dòng lai tạo của chuột C57BL đã được tạo ra vào năm 1921 Ở Viện nghiên cứu sinh học ứng dụng Bussey 

## Đặc điểm
Ngoại hình và hành vi của chuột C57BL/6 có một bộ lông màu nâu tối, gần như màu đen. Chúng nhạy cảm hơn với tiếng ồn và mùi hốc và có nhiều khả năng cắn hơn các dòng thí nghiệm ngoan ngoãn hơn như BALB/c. Chúng là những con vật lai tạo tốt. Chuột B6 nằm trong nhóm hiển thị hành vi rụng lông, trong đó con chuột chiếm ưu thế trong một cái lồng chọn lọc một cách có chọn lọc lông tóc từ những người bạn tình dưới lồng của nó. Những con chuột bị rụng lông có những mảng vảy hói lớn trên cơ thể, thường ở đầu, mõm và vai, mặc dù rụng lông có thể xuất hiện ở bất cứ đâu trên cơ thể. Cả lông và râu đều có thể được rụng đi.
Chuột C57BL/6 có nhiều đặc điểm khác thường làm cho nó trở nên hữu ích đối với một số công việc và không phù hợp với các loại khác: nhạy cảm với đau và lạnh, đặc biệt là khi dùng thuốc giảm đau ít hiệu quả hơn. Không giống hầu hết các chủng chuột, nó tự uống đồ uống có cồn. Nó dễ bị tổn thương hơn mức trung bình đối với chứng nghiện morphine, chứng xơ vữa động mạch, và mất thính giác do tuổi tác. Về mặt di truyền học thì Chuột C57BL/6 là loài động vật có vú thứ hai có toàn bộ bộ gen của nó được giải mã và công bố. Bộ lông sẩm tối làm cho chuột trở nên thuận tiện trong việc tạo ra các con chuột biến đổi gen: nó được lai với một con chuột lông 129, và những kết quả lai giống chéo đáng mong muốn có thể dễ dàng nhận diện bằng các màu lông hỗn hợp của chúng. 

## Phổ biến

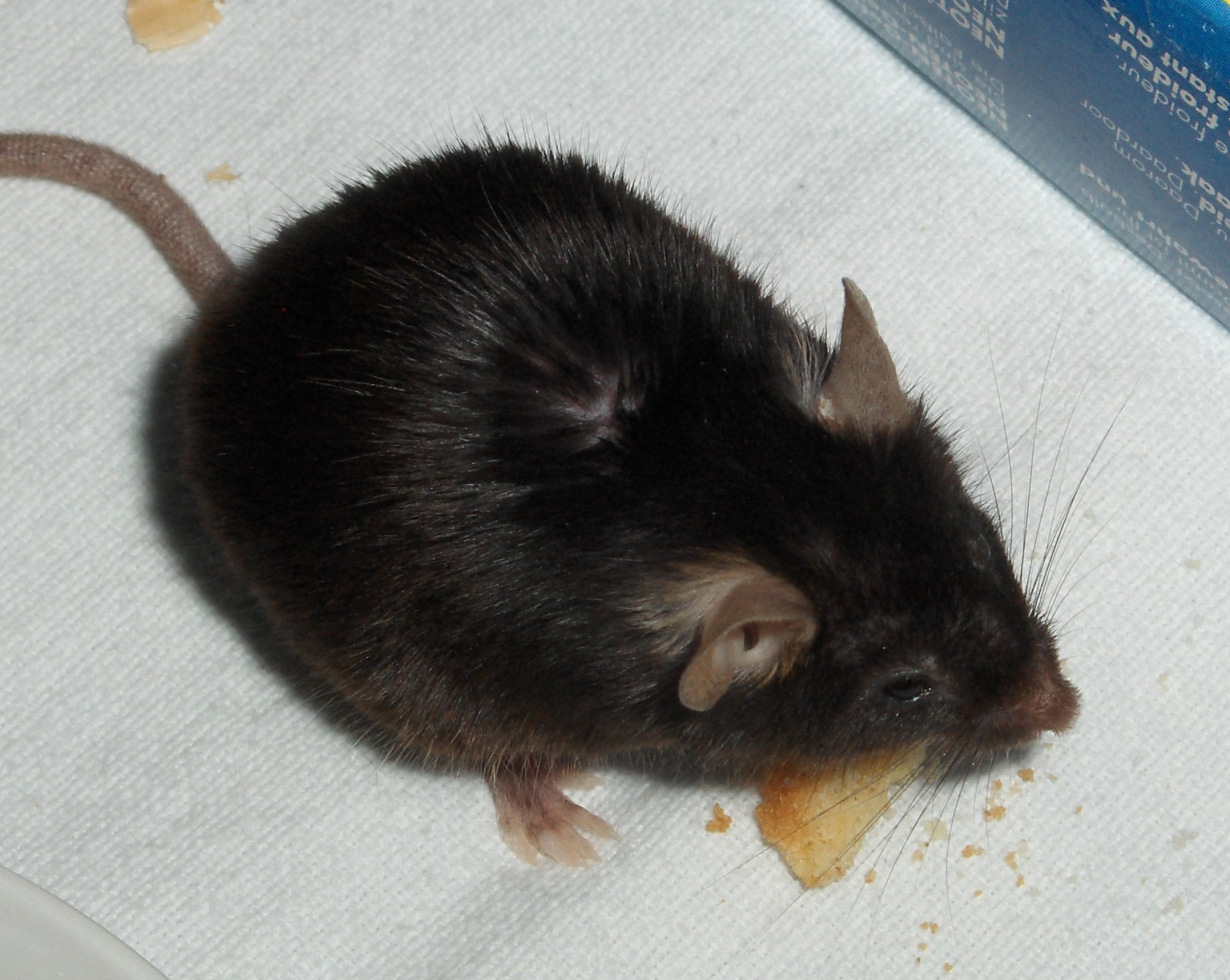
Chuột đen số 6 đang ăn bánh mì

Đến nay, loài gặm nhấm phòng thí nghiệm được biết đến nhiều nhất chính là con chuột C57BL/6 chiếm từ 1/2 đến năm phần sáu số loài gặm nhấm được vận chuyển đến các phòng thí nghiệm nghiên cứu từ các nhà cung cấp Mỹ. Sự phổ biến áp đảo của nó chủ yếu là quán tính: nó đã được sử dụng rộng rãi và được nghiên cứu rộng rãi, và do đó nó được sử dụng nhiều hơn. Trong năm 2013, chuột C57BL/6 đã được cho bay vào không gian trên chiếc Bion-M số 1. Vào năm 2015, các con cái C57BL/6NTac do Khoa học sinh học Taconic cung cấp đã được gửi đến Trạm Không gian Quốc tế trên SpaceX CRS-6. 